# 18th Street NW (Washington D.C.)

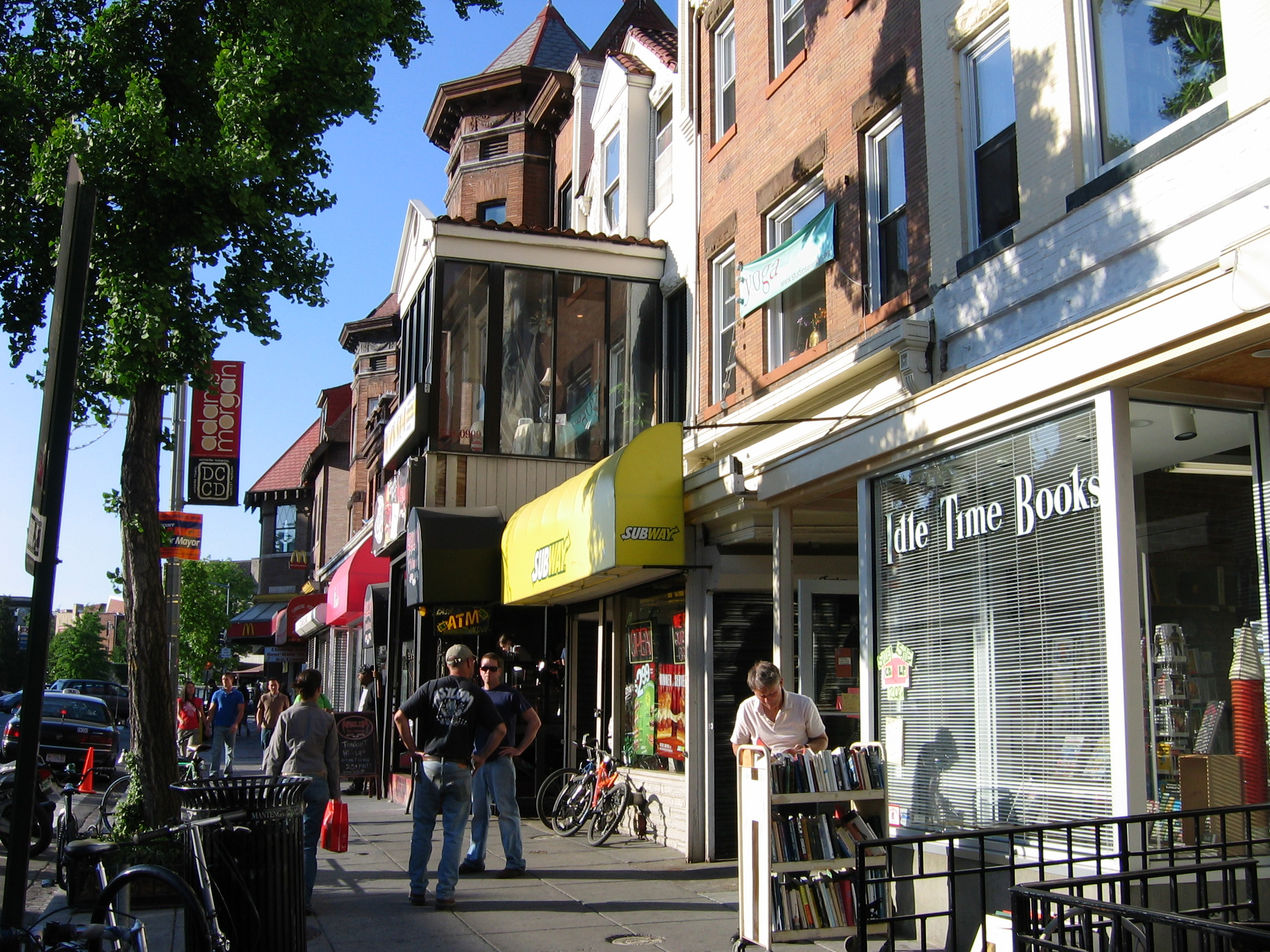
Boutiques le long de la 18th Street NW.

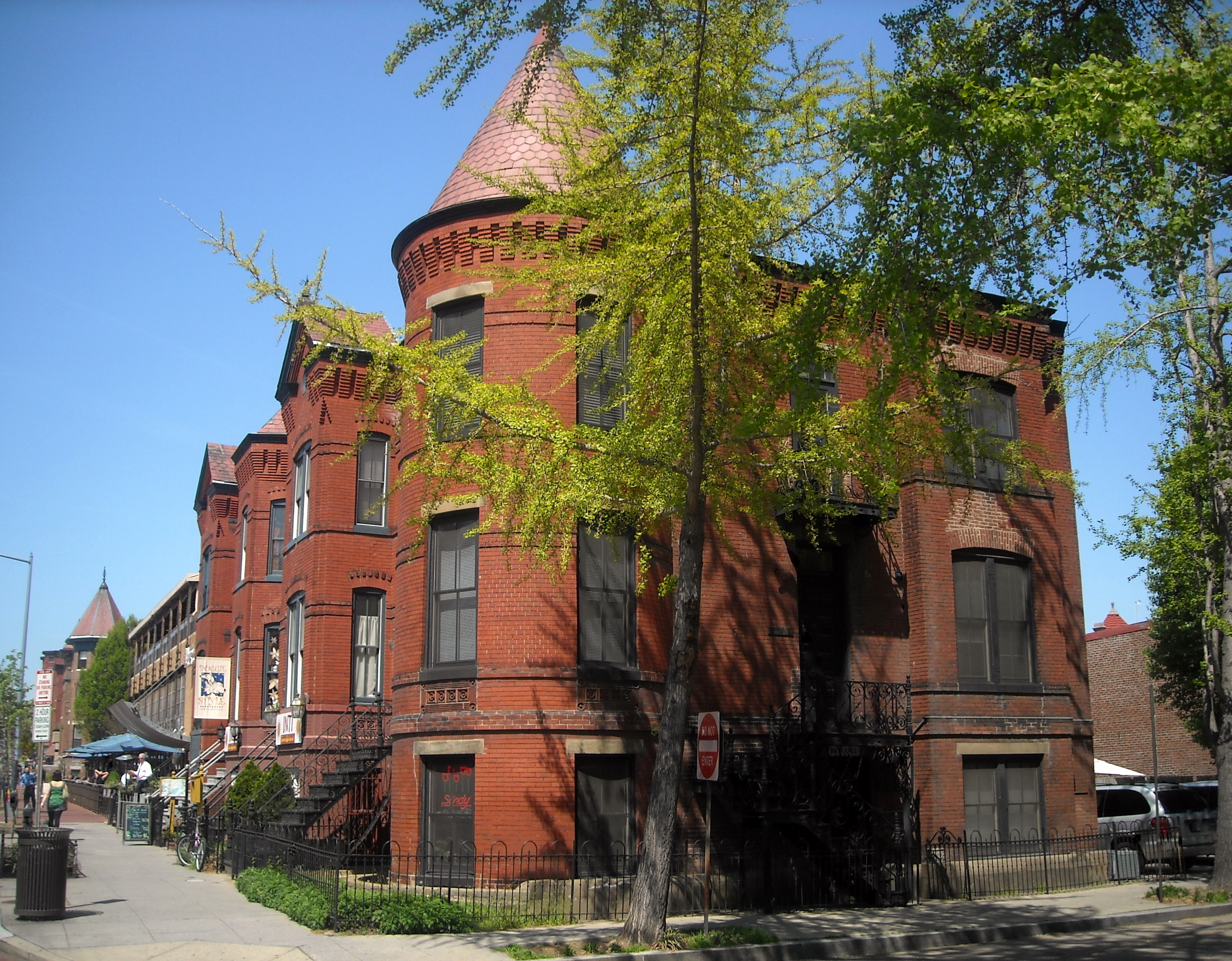
Bâtiments sur la 18th Street NW au niveau du quartier de Strivers.

18th Street NW est une des rues de Washington, la capitale fédérale des États-Unis, allant du nord au sud. Elle est l'une des artères majeures du quartier Adams Morgan.